# Allotjament
Durant l'edat moderna l'allotjament era l'obligació que s'imposava a la població de proporcionar un lloc on hostatjar-se als soldats dels exèrcits reials europeus quan viatjaven o guerrejaven en un lloc determinat. Aquesta pràctica no va començar a desaparèixer fins que es construïren les primeres casernes militars.

## L'allotjament a Catalunya
Les Corts Catalanes van legislar sobre els allotjaments durant els segles xvi i xvii permetent-los només si la població no disposava d'un castell o d'un hostal. En cas que no hi hagués ni una cosa ni l'altra cada casa estava obligada a proporcionar-lo, però només en les següents coses: sal i vinagre per amanir, foc per escalfar-se, una taula on menjar i els serveis domèstics necessaris. La resta de despeses lògiques (com ara el menjar) els soldats estaven obligats a pagar-les. Quan un batalló arribava a una població les autoritats locals organitzaven l'allotjament adjudicant els soldats a cada casa (menys les dels clergues, els nobles i els qui gaudien de la categoria de ciutadans).
No obstant això, el més habitual era la transgressió d'aquestes normes, ja que els soldats abusaven de la població fent ús de la seva força i multitud per prendre el que volguessin. A més a més les lleis no especificaven cap màxim en la durada dels allotjaments ni en el nombre màxim de soldats que podia acollir casa. També era normal que la gent s'hagués de fer càrrec del manteniment i la cara alimentació dels animals de l'exèrcit; i fins i tot havien de prestar els seus propis pel transport a altres poblacions, pràctica que s'anomenava servei de bagatges.
Els primers conflictes amb els allotjaments dels soldats del rei a Catalunya ja estan documentats el 1626. De fet un dels detonants de la Guerra dels Segadors que va començar el 1640 fou la intenció del favorit del rei, el comte duc d'Olivares, d'imposar a Catalunya un allotjament segons la tradició llombarda contravenint les lleis catalanes: amb aquest sistema pretenia que la totalitat de les despeses de l'allotjament anessin a càrrec de les cases. Aquest fet sense precedents, sumat als abusos habituals i la complicitat de l'administració virregnal provocaren l'inici de la revolta del Corpus de Sang. I altre cop els allotjaments foren motiu de rebel·lió el 1687 durant la revolta dels Barretines. De fet al llarg del segle xvii la monarquia espanyola va fer un ús sistemàtic dels allotjaments per ocupar militarment una Catalunya que s'aferrava a les seves lleis sobiranes i s'oposava a la homogenització castellana. A finals de segle la pagesia catalana vivia una greu crisi econòmica a causa de l'endeutament provocat per aquesta situació.
La construcció de casernes pagades pels mateixos municipis va alleugerir la pressió sobre la població, i al llarg del segle xviii els allotjaments es van anar substituint per un nou impost. El fet que Catalunya fos vençuda a la Guerra de Successió i ocupada militarment, així com el fet que l'exèrcit esdevingués cada cop més una institució permanent a Europa va afavorir la desaparició progressiva de la pràctica de l'allotjament perquè es construïren arreu les casernes pròpies de l'exèrcit. L'allotjament es va acabar abolint definitivament el 1837.